# Concours des villes et villages fleuris
Le label « Villes et Villages Fleuris », autrefois nommé concours, a été créé en 1959 en France pour promouvoir le fleurissement, le cadre de vie et les espaces verts. Originellement piloté par les services de l’État, sa coordination nationale en est assurée depuis 1972 par le Comité national pour le fleurissement de la France, rebaptisé Conseil national des villes et villages fleuris (CNVVF) en 2001. Il est ouvert à toutes les communes de France.
Lorsqu'une commune s'engage dans la démarche, elle peut recevoir un niveau allant de 1 à 4 fleurs. Les niveaux de 1 à 3 fleurs sont désignés par le conseil régional qui peut sélectionner les communes susceptibles d'obtenir un niveau supérieur comme la quatrième fleur qui est attribuée par le conseil national.
À la suite de la séance plénière 2023, un peu plus de 4 500 communes ont obtenu un niveau, dont 278 ont obtenu le niveau 4 fleurs,. Le trophée « Fleur d'Or » a été attribué à une quarantaine de communes depuis son instauration en 2008. Ce dernier est accordé chaque année à un nombre limité de villes et villages classés 4 fleurs.

## Histoire
À la fin des années 1950, le prêtre du village de Diebolsheim, l'abbé Wendling, contribue au déminage de la commune et entreprend de remplacer chaque mine par une fleur afin de redonner sa beauté à ce bourg dévasté par les combats. D'autres communes du nord et de l'est de la France s'en inspirent. En 1959, le ministre des Transports, des Travaux publics et du Tourisme, Robert Buron, crée le concours.

## Critères
Les critères ont évolué en prenant désormais mieux en compte les aspects environnementaux (biodiversité, pratiques culturales respectueuses de l'environnement…) et de soutenabilité du fleurissement. Le dernier règlement comprend des critères explicites à ce sujet et les candidats peuvent se prévaloir d'éventuelles écocertifications (utilisation de bois FSC, certification d'une gestion écologique des espaces verts, utilisation de produits biologiques et d'alternatives aux pesticides, etc.). Le label accompagne ainsi le retour d'espèces plus autochtones et naturelles dans les parterres et espaces-verts, et la plantation de vivaces de préférence à des fleurs annuelles. C'est de plus en plus, la progression de la nature qui est appréciée.

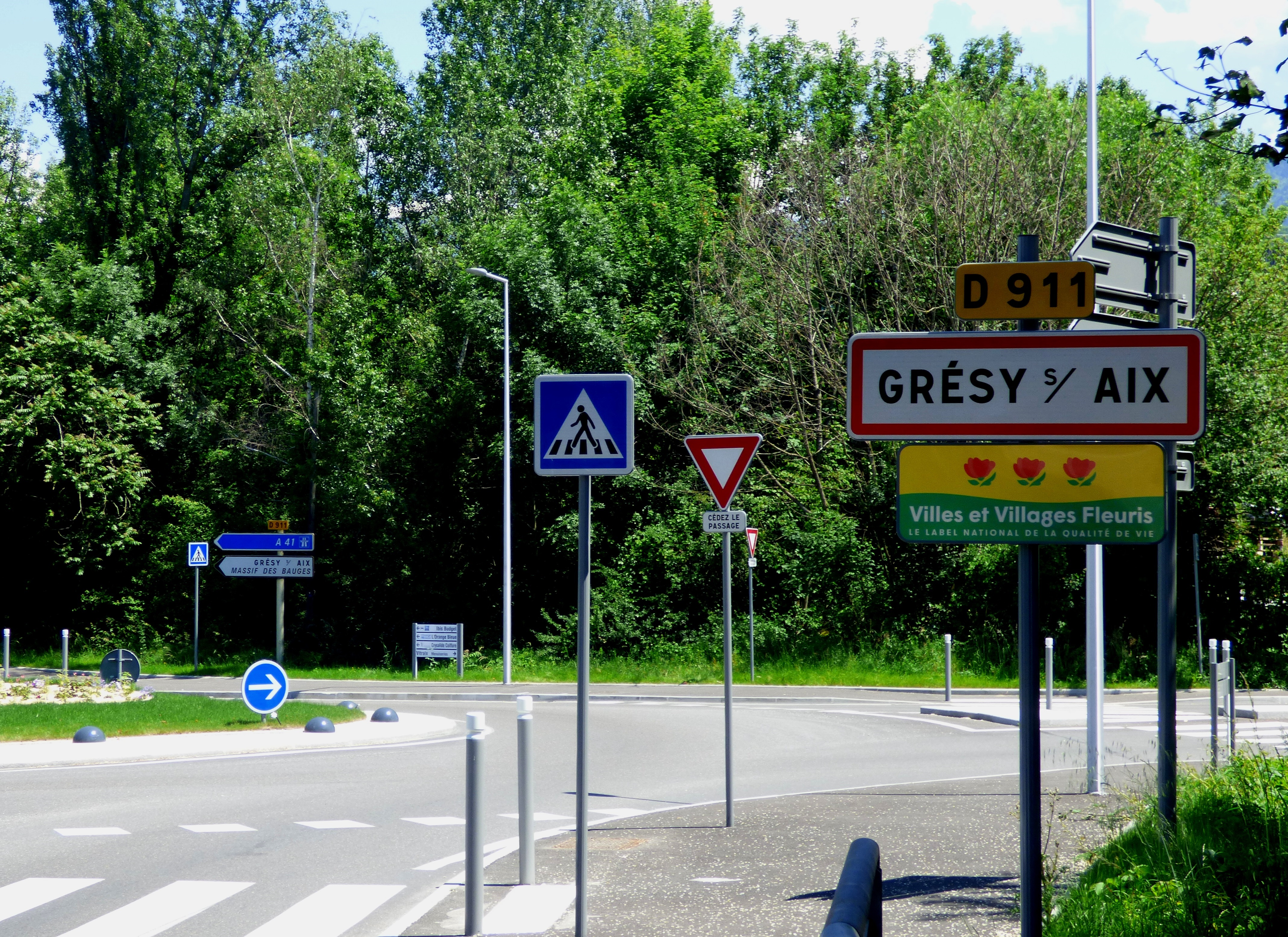
Panneau actuel indiquant 3 fleurs à l'entrée de Grésy-sur-Aix en 2019.

Les critères généraux pris en compte par le règlement ont évolué en conséquence, :
- la motivation de la commune pour obtenir le niveau 1 à 4 fleurs ;
- la démarche de valorisation par le végétal et le fleurissement sur l'ensemble de la commune ;
- les actions de la commune pour augmenter la fréquentation touristique (valorisation du niveau obtenu) et améliorer l'animation de cette démarche auprès de toute la population ;
- la présentation du végétal et du fleurissement ;
- les moyens de gestion pour entretenir le patrimoine en respectant la biodiversité et les ressources naturelles (eau) ;
- les autres actions pour embellir la commune : entretien de la voirie, des façades, ajouts de mobiliers urbains (bancs, etc.) mais également la propreté générale des lieux ;
- l'harmonie des aménagements paysagers effectués et leur gestion sur la commune.

## Communes ayant obtenu un niveau 1 à 4 fleurs et fleur d'Or

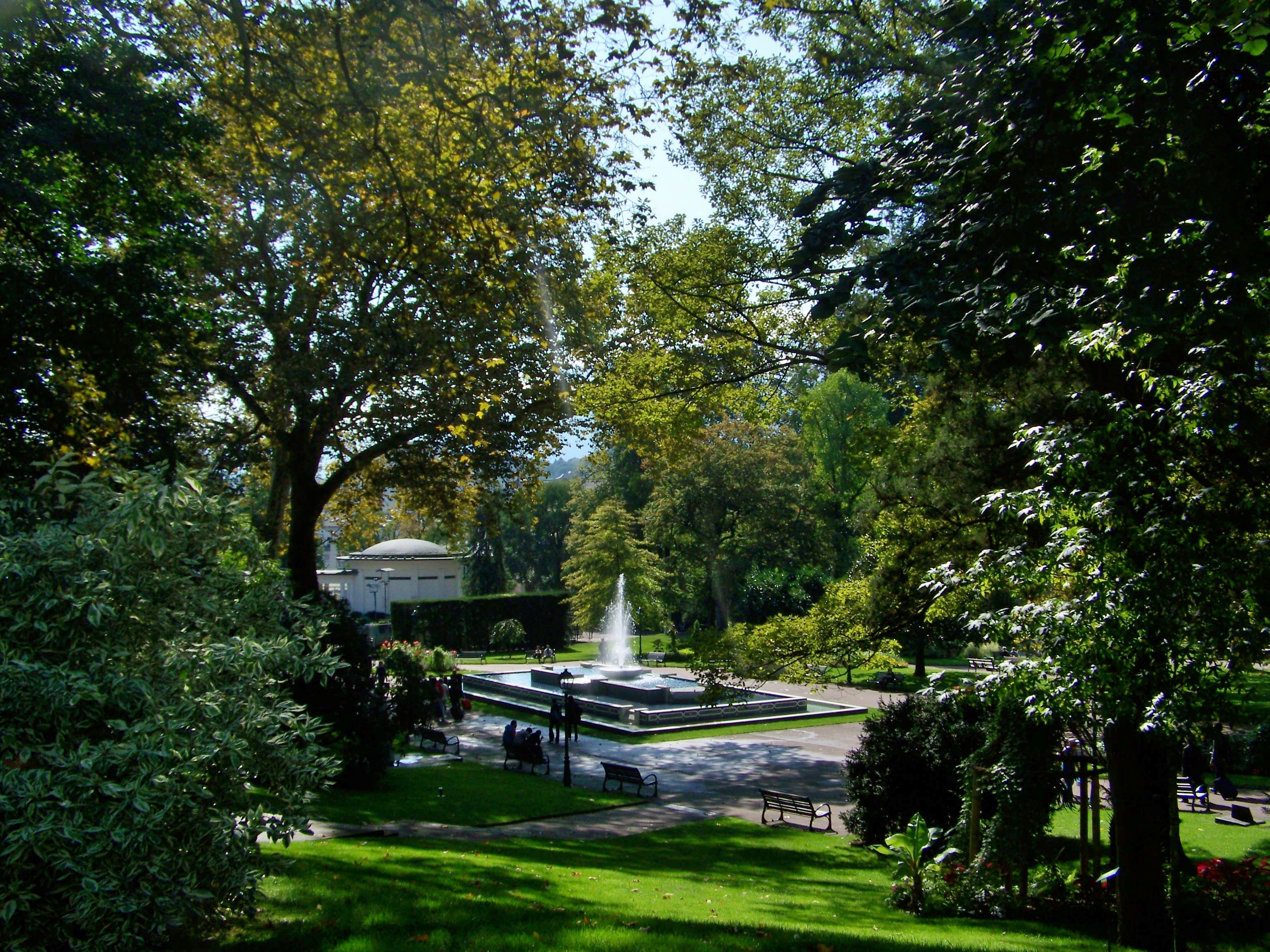
Aix-les-Bains (73), ville fleurie 4 fleurs depuis 1974.

## Organisation

### Le Conseil national des villes et villages fleuris (CNVVF)
L'organisation du label, gérée par le Conseil national des villes et villages fleuris qui est une association loi de 1901, est soutenue par le ministre du Tourisme. Son conseil d'administration comprend des représentants de différents ministères, des collectivités territoriales et locales, du tourisme, des filières horticoles et du paysage, et de personnalités qualifiées.
L'inscription au label est gratuite puis la commune doit adhérer lorsqu'elle est labellisée (le montant étant fixé en fonction du nombre d'habitants).

### Distinction

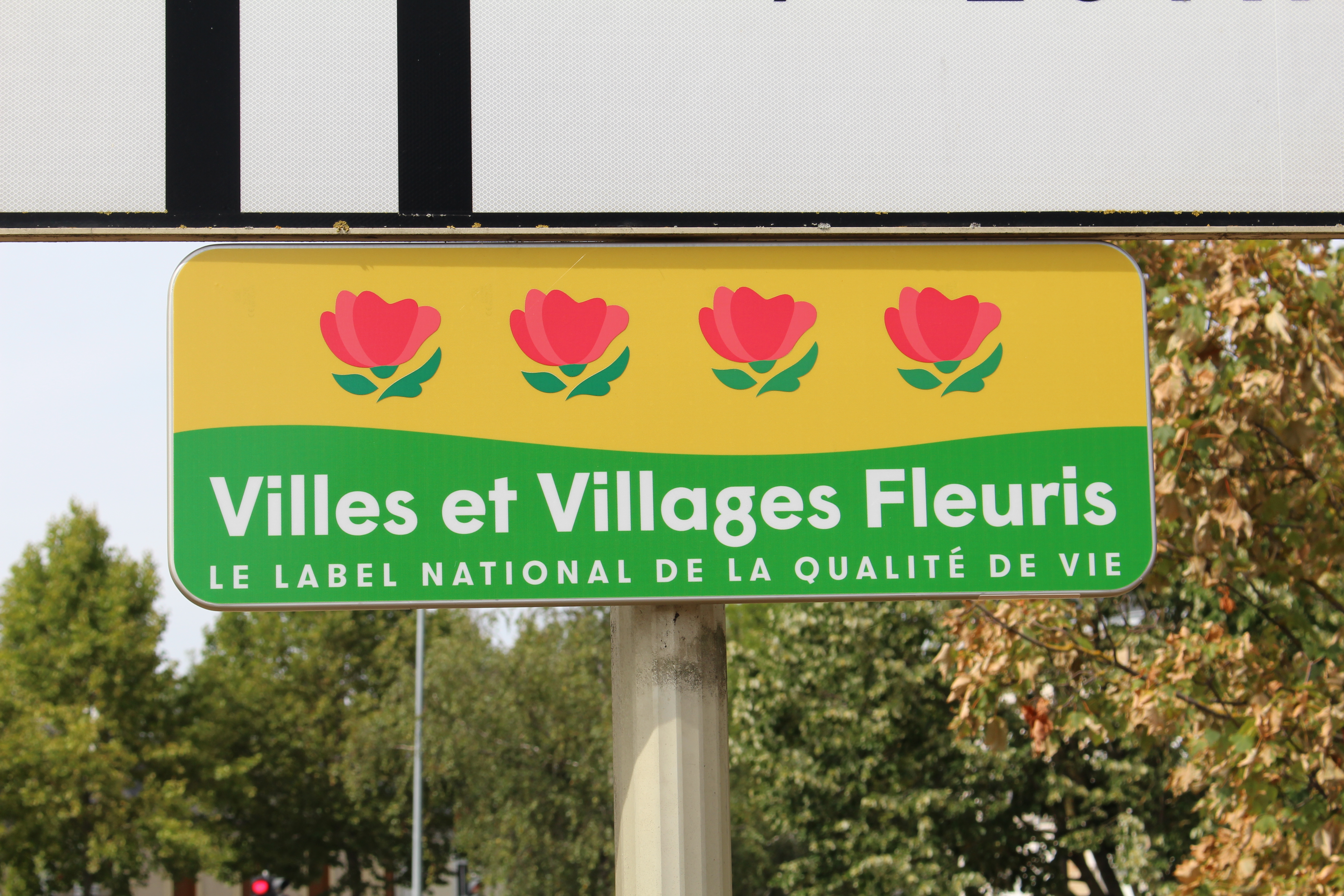
Panneau avec 4 fleurs à Montargis en 2019.

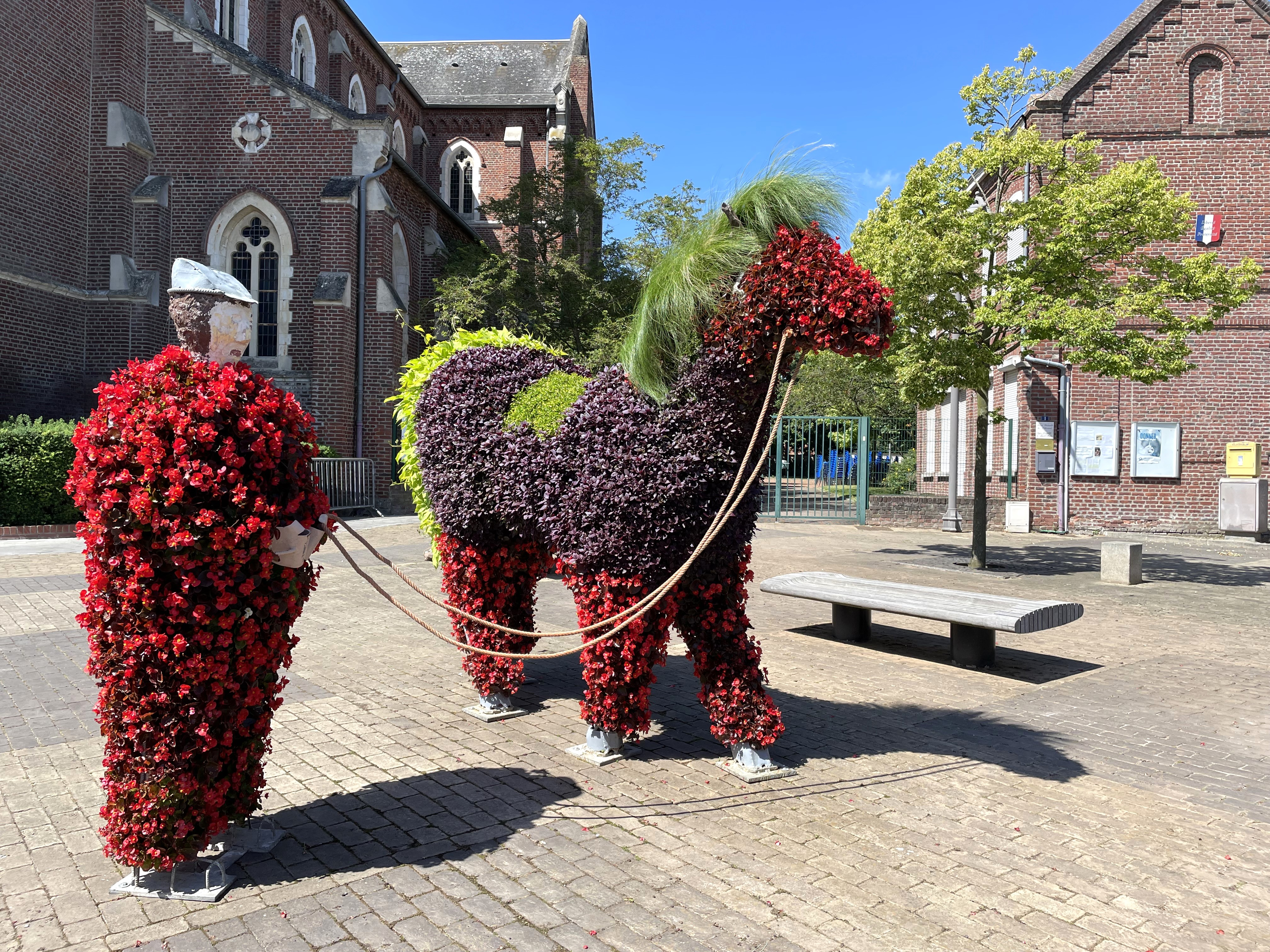
Structures fleuries devant l'église Notre Dame à Libercourt (Pas-de-Calais, 3 fleurs).

#### Fleurs
Le processus se décline en trois échelons :
- au niveau départemental, un jury recueille les candidatures des communes, les accompagne et sélectionne celles qui peuvent être primées ;
- au niveau régional, un jury visite les communes candidates en vue de leur attribuer une, deux ou trois fleurs. Il sélectionne par ailleurs celles qui peuvent atteindre le niveau maximal, c'est-à-dire quatre fleurs ;
- au niveau national, le jury national peut attribuer ou retirer la quatrième fleur. C'est aussi ce jury qui donne des prix nationaux aux communes qui ont déjà atteint le niveau le plus élevé : quatre fleurs[8]. Il peut aussi attribuer la « Fleur d'Or ».

#### Fleur d'Or
La « Fleur d'Or » est attribuée chaque année par le jury national à un nombre restreint de communes quatre fleurs atteignant un niveau très élevé en matière de fleurissement et de valorisation du cadre de vie. Ce prix est valable un an mais il peut être remis en jeu tous les six ans par la commune. Ce trophée marque la plus haute distinction possible dans le label. Par ailleurs, ce prix remplace le Grand Prix National de Fleurissement.

#### Prix nationaux
Différents prix nationaux peuvent être attribués tels que le prix de la diversité végétale, le prix de la mise en valeur du patrimoine, le prix national de l'arbre, le prix de la démarche citoyenne, le prix du fleurissement des jardins familiaux collectifs, le label "Département Fleuri", etc.

### Assises nationales des Villes et Villages Fleuris
Des assises nationales sont organisées généralement tous les deux à trois ans. Selon la DGE, « L’ambition de ces […] assises nationales des Villes et Villages Fleuris est d’analyser l’impact du label et des démarches de valorisation paysagère sur l’attractivité touristique afin d'apporter des réponses stratégiques et de proposer des pistes d'actions aux destinations. » La 14e édition des assises nationales des villes et villages fleuris s'est déroulée à Menton en 2014. La 15e s'est déroulée en 2017 à Troyes. Pour célébrer les 60 ans du label en 2019, les assises se sont tenues à Aix-les-Bains (Savoie), ville qui fêtait aussi ses 45 ans en tant que détentrice des 4 fleurs.

### Concours national et européen

#### Entente florale

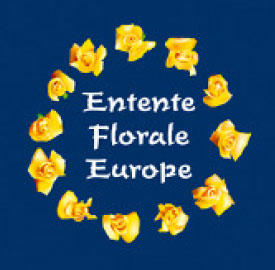
Logo de l'Entente Florale.

Il existe également un concours européen, baptisé Entente Florale Europe, auxquels participent (en 2022) huit pays : l'Allemagne, l'Autriche, la Belgique, la Hongrie, l'Irlande, l'Italie, Malte et la République tchèque. Depuis 2010, la France ne participe plus à ce concours. La petite ville de Felsberg (Sarre) à la frontière franco-allemande, sur la commune de Überherrn, a été la première ville allemande à recevoir le panneau « ville fleurie » en 2004 à ce concours européen.

#### Reconnaissances européennes

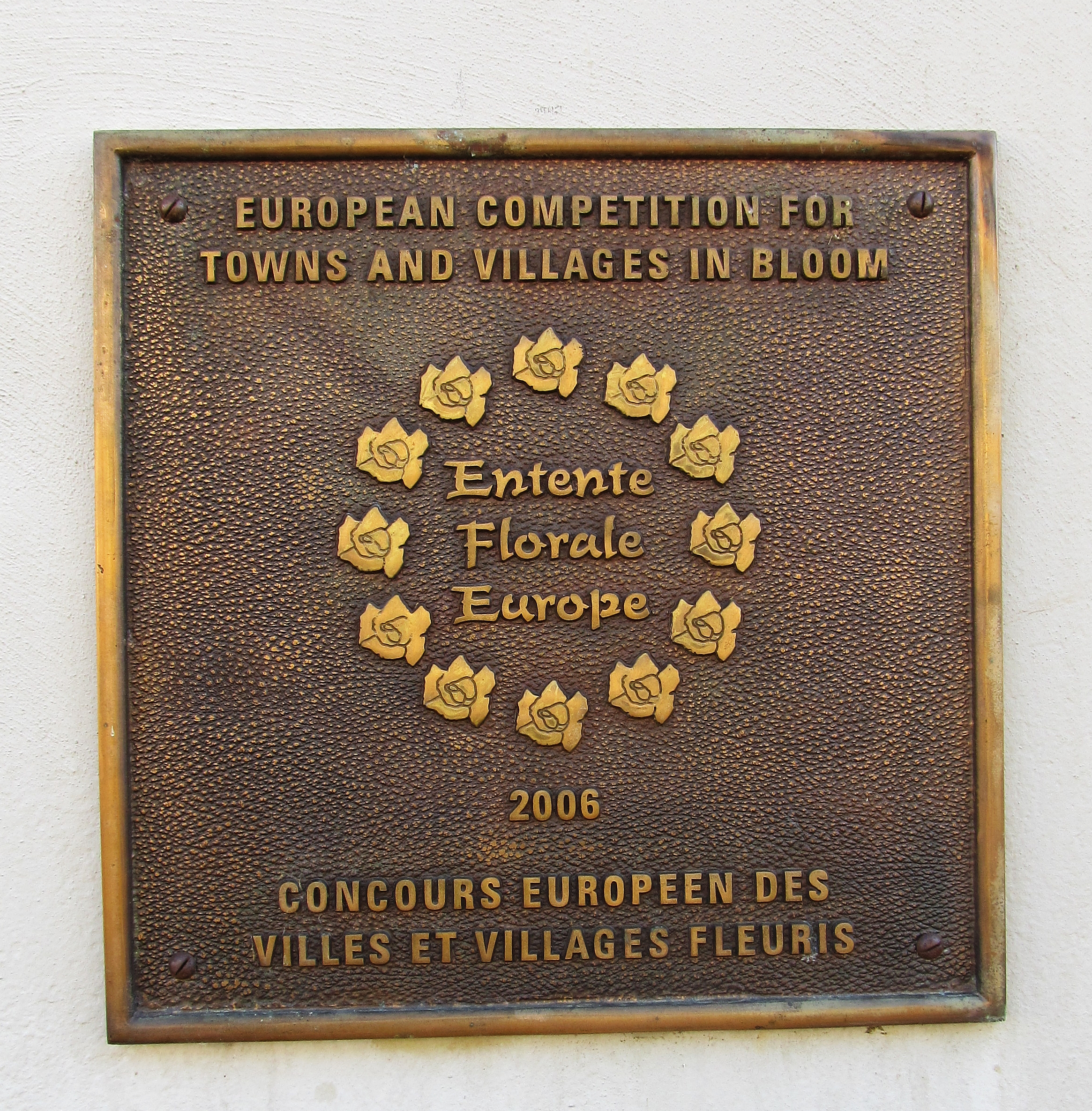
Plaque commémorative de la victoire d'Eguisheim dans l'édition 2006.

En France, Aix-les-Bains est une commune qui a obtenu le « Grand prix européen du fleurissement »,, ainsi qu'en 1992, la mention « Capitale européenne du fleurissement ».
Au concours européen de 2004, la France a remporté deux médailles d'or pour Cahors (Lot) en catégorie villes, et Cayriech (Tarn-et-Garonne) en catégorie villages.
En 2003, la France a remporté deux médailles d'or pour Hyères (Var) dans la catégorie villes et Bormes-les-Mimosas (Var) dans la catégorie villages.
Des associations avec des objectifs similaires se sont créées en Wallonie et en Suisse.

### Identité visuelle

Logo jusqu'en 2019.
Logo depuis 2019.
Logo du CNVVF depuis 2019.